# Asaccus platyrhynchus
Asaccus platyrhynchus — вид геконоподібних ящірок родини Phyllodactylidae. Ендемік Оману.

## Опис
Гекон Asaccus platyrhynchus — великий представник свого роду, довжина якого (не враховуючи хвоста) становить 63 мм.

## Поширення і екологія
Asaccus platyrhynchus поширені в горах Хаджар на північному заході Оману. Вони живуть у ваді, в тріщинах серед скель, на висоті від 1200 до 3000 м над рівнем моря.